# Siciliana (danza)

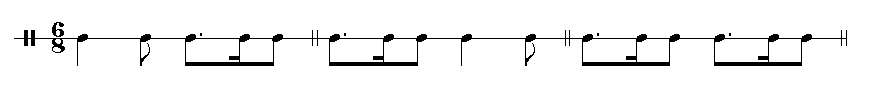
Ritmo de siciliana

La siciliana (también conocida como sicilienne en francés) es una forma musical que se popularizó en toda Europa entre finales del siglo XVII y el siglo XVIII. Es una danza lenta que se desarrolla en un compás de 6/8 o 12/8 y que se caracteriza por la presencia de un ritmo trocaico, así como por sus melodías sencillas y armonías claras. Normalmente se escribe en modo menor. Es una danza similar a la giga en cuanto a ritmo pero mucho más lenta y con carácter melancólico. 

## Orígenes de la Siciliana.
La primera aparición del término "siciliana" en referencia a la danza lo encontramos en el libro de Garzoni La piazza universale di tutte le professioni del mondo, (1599). En él incluye la siciliana en una lista de danzas populares que se mantuvieron puras ante la influencia del "balletto". En esta lista también citaba danzas más conocidas como la pavana o la gallarda. En un manuscrito anónimo inglés datado hacia 1570 (GB-Ob Rawl.poet. 108) también se han hallado referencias a una danza llamada ‘Cycyllya Alemayne’ y otra ‘Cycyllia Pavan’. En el documento aparecen como danzas inglesas, aunque probablemente tengan influencia de la siciliana, con lo cual esta danza podría haber sido conocido en Europa ya durante el siglo XVI. Aunque no aparece con ese nombre, la pieza con ritmo de siciliana más antigua que encontramos es Nel pur ardor, de la ópera Euridice (1600) de Jacopo Peri, concretamente su sección instrumental (ritornello).   
No es hasta el siglo XVIII que encontramos tratados en los que se habla de las características de la siciliana. El compositor y teórico musical francés Sebastién Brossard en su Dictionaire de musique (1703) describe la ‘canzonette siciliane’ como un tipo de giga al presentar motivos rítmicos similares y desarrollarse en compás de 6/8 o 12/8, a lo que añadía que la siciliana solía darse habitualmente en forma rondeau o da capo. Johann Mattheson en Das neu-eröffnete Orchestre (1713) hablaba de las relaciones entre la siciliana y la napolitana y la barcarola, aludiendo a las observaciones de Della Valle y estableciendo que se trataba de una danza lenta y carácter melancólico. Los teóricos de finales de siglo, claramente influidos por Brossar y Mattheson serían los que relacionarían la siciliana con el ambiente pastoral, lo que marcaría el uso de esta danza en composiciones posteriores.

## La Siciliana a lo largo de la historia.

### Barroco
Aunque la primera alusión al término referido a una interpretación musical la encontramos en una novela de 1389, de Giovanni da Prato Il paradiso degli alberi, es a partir de 1600 cuando encontramos numerosas referencias al aria di cantar siciliano, una forma de música vocal que se caracteriza por seguir la estructura de la forma siciliana del strambotto (8 versos endecasílabos divididos en 2 estrofas con rima abababab), que presenta una melodía estrófica sobre un acompañamiento de bajo continuo, normalmente en compás de 4/4 (a diferencia de la danza barroca homónima que como decíamos está en un compás de subdivisión ternaria). Será a partir de 1703 cuando el término siciliana comience a figurar en los diccionarios musicales. 
El aria siciliana se convirtió en una forma referente del carácter pastoril en las óperas del compositor siciliano Alessandro Scarlatti, aunque sólo dos de sus arias lentas presentan el nombre de "aria siciliana" en la propia partitura. Monelle señala que, en la mayoría de los casos, los textos de las arias sicilianas de Scarlatti tienen un carácter melancólico y de lamento.
En lo referente a música instrumental, en esta época encontramos numerosos ejemplos en la obra de J. S. Bach (caso de su Sonata en mi b mayor para flauta y clave, BWV 1031, y su Concierto para clave y orquesta nº2 en mi mayor, BWV 1053). Otros ejemplos bastante conocidos de este periodo son el primer movimiento de la Sonata para violín en sol menor de Giuseppe Tartini, más conocida como El Trino del Diablo o el último movimiento del Concierto de Navidad op. 6 nº8 de Arcangelo Corelli.

### Clasicismo
A pesar de que la siciliana pierde popularidad en el clasicismo, seguimos encontrando numerosos ejemplos, a menudo asociados a su carácter  pastoral. Es el caso del aria para soprano "Nun beut die Flur das frische Grün", del oratorio La Creación  de Joseph Haydn, para celebrar la creación de las plantas. Mozart, en cambio hizo uso del dramatismo de la siciliana en varias de sus obras más trágicas, tal vez la más representativa sea el aria para soprano "Ach, ich fühl's, es ist verschwunden" de La Flauta Mágica. En cuanto a música instrumental cabe destacar el último movimiento del Cuarteto para cuerdas en re menor, K. 421 o el Adagio de su Concierto para piano nº23, K. 488.
Otros ejemplos de sicilianas en la música clásica los hallamos en el tercer movimiento del Concierto para Oboe en Do Mayor de Domenico Cimarosa, el último movimiento de la Sonata para violín nº5 de Carl Maria von Weber o el segundo movimiento del Quinteto para Clarinetes en fa mayor, Op.107 de Anton Reicha. 
El virtuoso de la guitarra Mauro Giuliani (1781-1829), nacido en el sur de Italia, usó frecuentemente el ritmo de la siciliana, uno de los mejores ejemplos lo encontramos en el segundo movimiento de su Concierto para guitarra nº1, Op. 30. A esta época pertenece también la canción navideña en forma de siciliana "Silent Night" (Noche de Paz) del compositor austríaco Franz Xaver Gruber, escrita originalmente para guitarra. 

### Romanticismo
Uno de los primeros ejemplos de sicilianas en el romanticismo musical lo encontramos en la  pieza número 11 del Álbum para la juventud, Op. 68 (1838) de Robert Schumann. Otro ejemplo aparece en la 19.ª variación de las Variaciones y fugas sobre un tema de Handel para piano (1861) de Johannes Brahms. También la segunda pieza de Trois morceaux poétiques, Op. 42 (1887) de Moritz Moszkowski se trata de una siciliana.
En la ópera romántica también encontramos ejemplos de sicilianas como el aria de Hélène "Merci, jeunes amies", en Las vísperas sicilianas de Verdi o el aria inicial de la ópera Cavalleria rusticana de Pietro Mascagni: "O Lola".

### Modernismo
A caballo entre el romanticismo y el modernismo encontramos a los compositores franceses del finales del siglo XIX que rescataron el interés por las danzas italianas. Destaca especialmente Gabriel Fauré con su Sicilienne, Op. 78, aunque también cabe mencionar a sus contemporánes, como Gabriel Grovlez y su Sicilienne et Allegro Giocoso pour basson et piano.

### SigloXX
Los compositores del siglo XX se interesaron, al igual que sus predecesores modernistas, por la música de danza de origen popular. Es por ello que en esta época podemos encontrar muchos ejemplos de sicilianas en compositores y música tan diversa como la Serenata de Pulcinella de Igor Stravinsky, la Siciliana de la suite n.º 3 de las Danzas y aires antiguos de Ottorino Respighi o la Little Suite No. 1 para metales de Malcolm Arnold.
En cuanto a la música para tecla de esta época, podemos encontrar características de la siciliana en los Preludios para piano Op. 32 de Serguéi Rajmáninov, concretamente en los n.º 2, 10 y 11. En la Suite para órgano, Op.5 de Maurice Duruflé y en el segundo movimiento de la Sonata para órgano nº 2 de Paul Hindemith también encontramos ejemplos de siciliana enriquecidos por las armonías de influencia impresionista.
Mientras que respecto a la música vocal podemos destacar la sorprendente forma en la que el compositor húngaro György Kurtág hace referencia a la siciliana en su Kafka-Fragmente Op.24 para soprano y violín, en el movimiento "Der wahre Weg". Aunque probablemente uno de los mejores ejemplos de siciliana en el siglo XX sea el de la "Intrada" y "Rhapsody" de la cantata Dies Natalis de Gerald Finzi.
En la música para bandas sonoras también podemos encontrar sicilianas, es el caso del famoso "Godfather Waltz" (Vals de El Padrino) de Nino Rota y que aparerce en la película de 1972 de Francis Ford Coppola El Padrino y que caracteriza el origen siciliano de la familia Corleone.